# لغات صحراوية

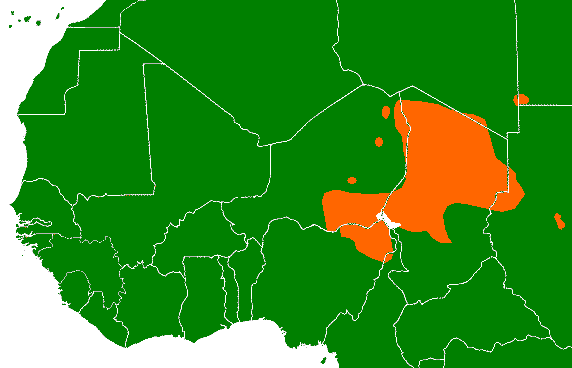
انتشار اللغات الصحراوية

اللغات الصحراوية هي عائلة صغيرة من اللغات التي يتم التحدث بها عبر أجزاء من الصحراء الشرقية، وتمتد من شمال غرب دارفور إلى جنوب ليبيا وشمال تشاد ووسطها وشرق النيجر وشمال شرق نيجيريا . تشمل اللغات الصحراوية المشهورة اللغة الكانورية (4 ملايين متحدث، وحول بحيرة تشاد في تشاد ونيجيريا والنيجر والكاميرون)، والدزازا (330.000 متحدثاً، وتشاد)، والتيدا (49000 متحدث، شمال تشاد)، والزغاوة (170.000 متحدث، شرق تشاد و دارفور). إنها جزء من عائلة اللغات النيلية الصحراوية المقترحة.

## التصنيف الخارجي
يجادل روجر بلينش بأن لغتي الصحراوية والسونغهاي تشكلان فرعًا للغات الصحراوية السنغهاي مع بعضهما البعض ضمن نطاق العائلة اللغوية الأوسع نطاقًا للغات النيلية الصحراوية.